# انحراف للأعلى

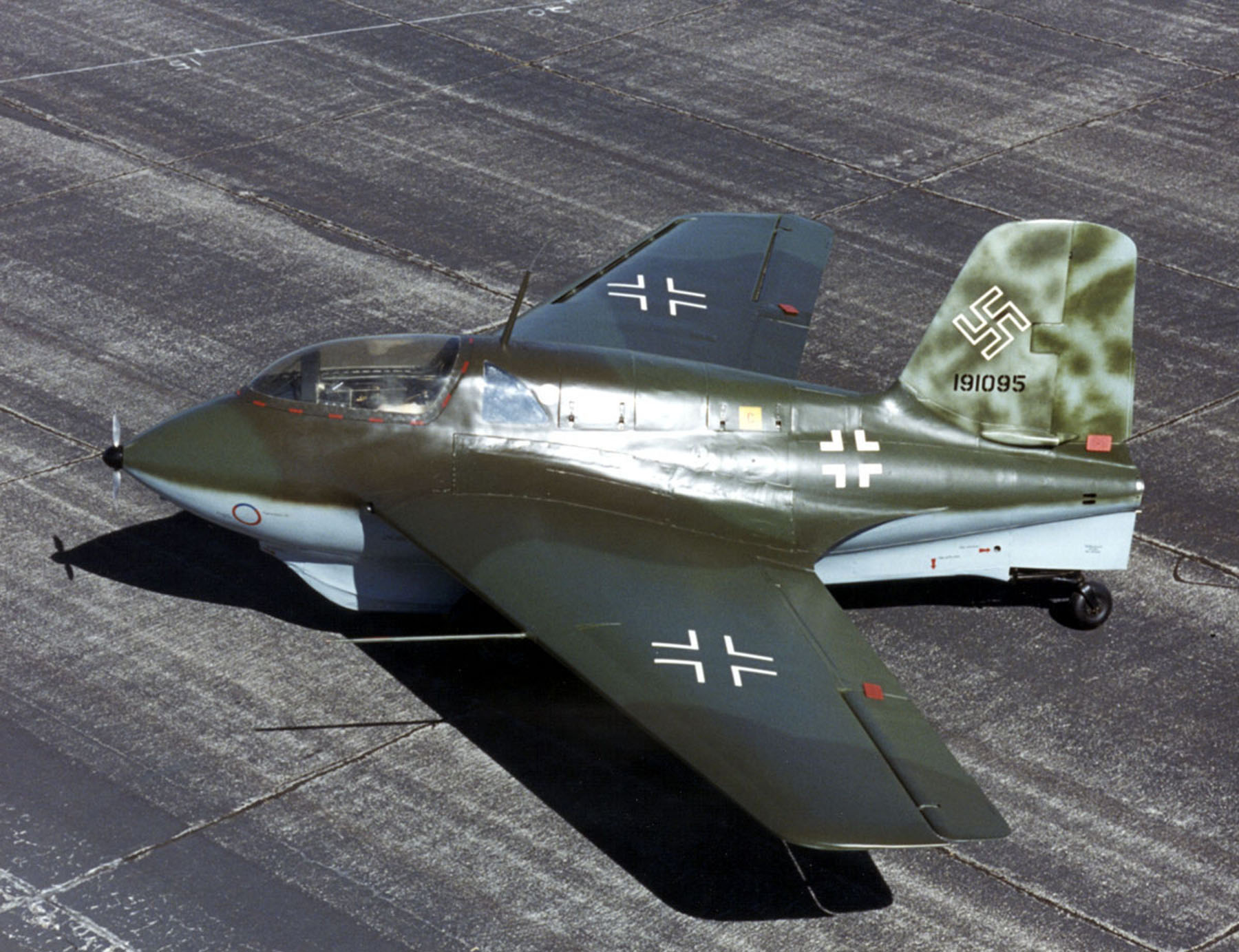
كان لدى Me 163 شرائح للتحكم في التحميل العرضي. من السهل رؤيتها في الجزء العلوي من الصورة

في الديناميكا الهوائية، انْحِراف للأعلى أو صُعُودٌ للأعلى أو خَطَران زائد أو ميل (pitch-up) عبارة عن حركة غير متحكم بها للطائرة باتجاه الأعلى. وهي خاصية غير مرغوب فيها تمت ملاحظتها في الغالب على الطائرات التجريبية ذات الأجنحة المجترفة على سرعة عالية أعلى من سرعة الصوت أو زاوية هجوم عالية.

## تاريخ
لوحظت مشاكل الانْحِراف للأعلى على طائرات الاختبار عالية السرعة ذات الأجنحة المجترفة. كانت مشكلة شائعة في طائرة دوغلاس سكاي روكيت، والتي تم استخدامها على نطاق واسع لاختبار المشكلة.
قبل أن تُفهم ظاهرة الانْحِراف للأعلى بشكل جيد، والتي عانت منها في وقت مبكر جميع الطائرات ذات الأجنحة المجترفة (swept-wing). كطائرة إف-100 سوبر سابر التي حصلت على اسمها الخاص، «رقصة سابر». في الطائرات ذات الذيل المرتفع، مثل إف-101 فودو، كان استرداد الوضع صعبًا بشكل خاص لأن الذيل الخلفي للطائرة كان موضوعا مباشرة في أعقاب الجناح أثناء الصعود، مما تسبب في توقف عميق (على الرغم من أن الذيل على شكل "T" كان يهدف إلى منع من الصعود في المقام الأول). كان انتشار مظلة الكبح والارتفاع الكبير فوق سطح الأرض ضروريين للحصول على فرصة لاسترداد الوضع.

## وصف

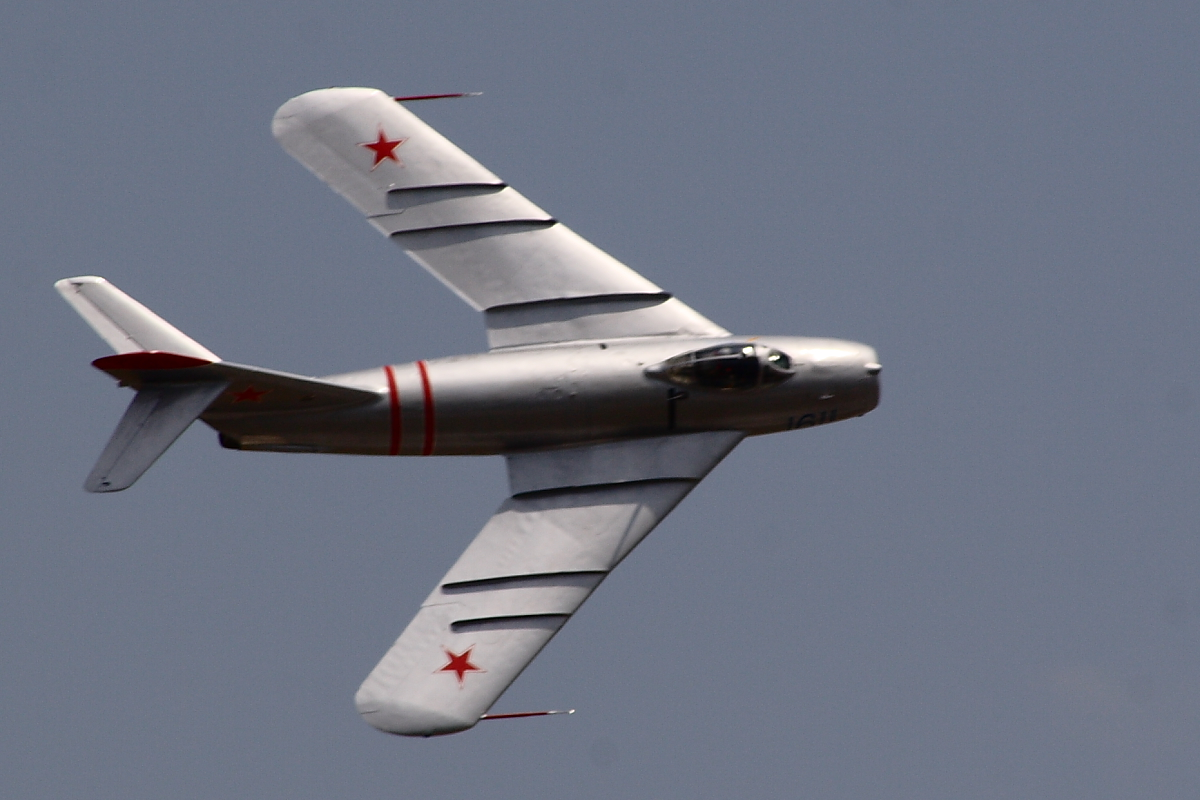
الطائرة ميغ-17 ثبت جناحها للأمام من أجل وضع مركز الضغط بالقرب من نقطة توازن الطائرة. للتحكم في التدفق، اشتمل على أسوار جناح بارزة.

تولد الأجنحة توزيعات ضغط على الأسطح العلوية والسفلية مما ينتج عنه قوة واحدة تعمل عند نقطة تعرف باسم «مركز الضغط»، أو (CoP)، والتي تقع عادةً بين ⅓ ومن طريق العودة من الحافة الأمامية. يتم استبدال قوة الميل إلى الأعلى والخلف بزوج مكافئ من القوى يسمى الرفع والسحب. الموقع الطولي الذي تعمل فيه هذه القوى وحجم القوى يتغير مع زاوية الهجوم. بالإضافة إلى ذلك، توجد لحظة عرض متغيرة لأي موقع قوة بخلاف (CoP). تؤدي هذه التغييرات إلى الحاجة إلى ضبط التحكم بالطائرات لأنها تغير إعدادات السرعة أو الطاقة.
هناك اعتبار رئيسي آخر لتصميم الطائرة وهو إضافة متجه لجميع شروط الوزن لأجزاء الطائرة، بما في ذلك الجناح. يمكن اختزال هذا أيضًا إلى مصطلح وزن واحد يعمل في نقطة ما على طول المحور الطولي للطائرة، أو «مركز الثقل»، أو (CoG). إذا تم وضع الجناح بحيث يقع (CoP) بالقرب من (CoG) للطائرة، في الطيران المستوى، سيرفع الجناح الطائرة لأعلى بشكل مستقيم. هذا يقلل من أي قوى صافية تدفع الطائرة لأعلى أو لأسفل، ولكن لعدد من الأسباب عادة ما يتم فصل النقطتين قليلاً ويتم استخدام قدر صغير من القوة من أسطح التحكم في الطيران لموازنة ذلك.
التصميم الأساسي نفسه مرغوب فيه للطائرة ذات الجناح المجترف أيضًا. في الجناح المستطيل التقليدي، يلتقي (CoP) بالطائرة عند النقطة على الوتر الذي يخرج مباشرة من الجذر. في حين أن نفس التحليل سيكشف عن مركز نقطة ضغط لجناح مجترف، فإن موقعه قد يكون إلى حد كبير خلف الحافة الأمامية المقاسة عند جذر الجناح. بالنسبة للأشكال المخططة عالية الانجراف، قد يقع (CoP) خلف الحافة الخلفية لجذر الجناح، مما يتطلب من الجناح أن يلتقي بالطائرة في موقع يبدو بعيدًا.
في هذه الحالة الخاصة بالجناح الممسوح، قد يتم تكبير التغييرات التي يتم إجراؤها على (CoP) بزاوية هجوم.
تم إدخال الأجنحة المجترفة أثناء الانتقال إلى تصميمات أكثر مدببًا أيضًا. على الرغم من أنه كان معروفًا منذ فترة طويلة أن المخطط الإهليلجي «مثالي» من وجهة نظر السحب المستحث، فقد لوحظ أيضًا أن الاستدقاق الخطي للجناح كان له نفس التأثير كثيرًا، بينما يكون أخف. أدى البحث أثناء الحرب إلى انتشار استخدام التدرج التدريجي، خاصة في حقبة ما بعد الحرب. ومع ذلك، فقد لوحظ في وقت مبكر أن مثل هذه التصاميم لها خصائص كشك غير مواتية؛ نظرًا لأنه تم تحميل الأطراف بشكل كبير في زوايا هجوم عالية، فقد عملوا بالقرب من نقطة التوقف الخاصة بهم.
على الرغم من أن هذا التأثير كان غير مواتٍ في الطائرات التقليدية ذات الجناح المستقيم، إلا أنه على تصميم الجناح المائل كان له نتائج غير متوقعة وخطيرة. عندما تتوقف الأطراف على الجناح المنفلت، يتحرك مركز الضغط، متوسط نقطة الرفع للجناح ككل، للأمام. هذا لأن القسم الذي لا يزال يولد قوة رفع كبيرة يتقدم إلى الأمام. يؤدي هذا إلى زيادة قوة الأنف لأعلى، مما يزيد من زاوية الهجوم ويتسبب في توقف المزيد من منطقة الطرف. قد يؤدي هذا إلى تفاعل متسلسل يتسبب في رفع أنف الطائرة إلى أعلى.
لوحظ هذا التأثير لأول مرة في دوغلاس دي-558-2 سكاي روكيت في أغسطس 1949، عندما زاد دوران (0.6 G) فجأة عن السيطرة إلى (6 G). وهذا لم يكن مفاجئًا تمامًا؛ وقد شوهد التأثير في وقت سابق في محاكاة نفق الرياح. يمكن رؤية هذه التأثيرات بأي سرعة؛ في سكاي روكيت، حدثت بشكل أساسي في الترانسونيك (معايير Weil-Gray) ولكن مع الأشكال الأكثر انجرافًا ومدببًا، كما هو الحال في نورث أمريكان إف-100 سوبر سابر، كان التأثير شائعًا عند السرعات المنخفضة أيضًا (the Furlong-McHugh boundary)، عندما حلقت الطائرة في زوايا هجوم أعلى من أجل الحفاظ على الرفع بسرعات منخفضة.
بالإضافة إلى ذلك، تميل الأجنحة المجترفة إلى توليد تدفق ممتد للطبقة الحدودية، مما يتسبب في تحرك بعض تدفق الهواء «جانبيًا» على طول الجناح. يحدث هذا على طول الجناح، ولكن عندما يتحرك المرء نحو الحافة، يزداد التدفق الجانبي، لأنه يشمل كلاً من مساهمة الجناح في تلك النقطة، فضلاً عن التدفق الحكيم من النقاط الأقرب إلى الجذر. يستغرق هذا التأثير وقتًا للتراكم، وعند السرعات العالية يميل التدفق الحكيم إلى أن ينفجر من الجزء الخلفي من الجناح قبل أن يحين الوقت ليصبح خطيرًا. ومع ذلك، عند السرعات المنخفضة، يمكن أن يؤدي ذلك إلى تراكم كبير للطبقة الحدودية عند طرف الجناح، مما يزيد من المشكلات المذكورة أعلاه.
أخيرًا، على الرغم من عدم ارتباطه مباشرة بالتأثيرات المذكورة أعلاه، كان من الشائع خلال عصر الطائرات النفاثة المبكرة استخدام تصميمات الذيل على شكل (T) من أجل الحفاظ على الأسطح الديناميكية الهوائية خالية تمامًا من منطقة المحرك النفاث. في هذه الحالة، من الممكن أن يتسبب حدث الملعب في تدفق الهواء المضطرب خلف الجناح عبر المثبت الأفقي، مما يجعل من الصعب أو المستحيل تطبيق ضغط الأنف لأسفل لمواجهة الصعود. لم تعاني الطائرات ذات الأسطح المنخفضة الذيل من هذا التأثير، بل إنها في الواقع حسنت من سلطتها على التحكم حيث أزال اتجاه الجناح أسطح عناصر التحكم، التي تتدفق فوقه. ومع ذلك، لم يكن هذا دائمًا كافيًا لتصحيح المشكلة؛ استمرت الطائرة إف-86 في المعاناة من التقلبات المفاجئة على الرغم من زيادة ضغط الأنف من أسطح الذيل.

## تخفيف

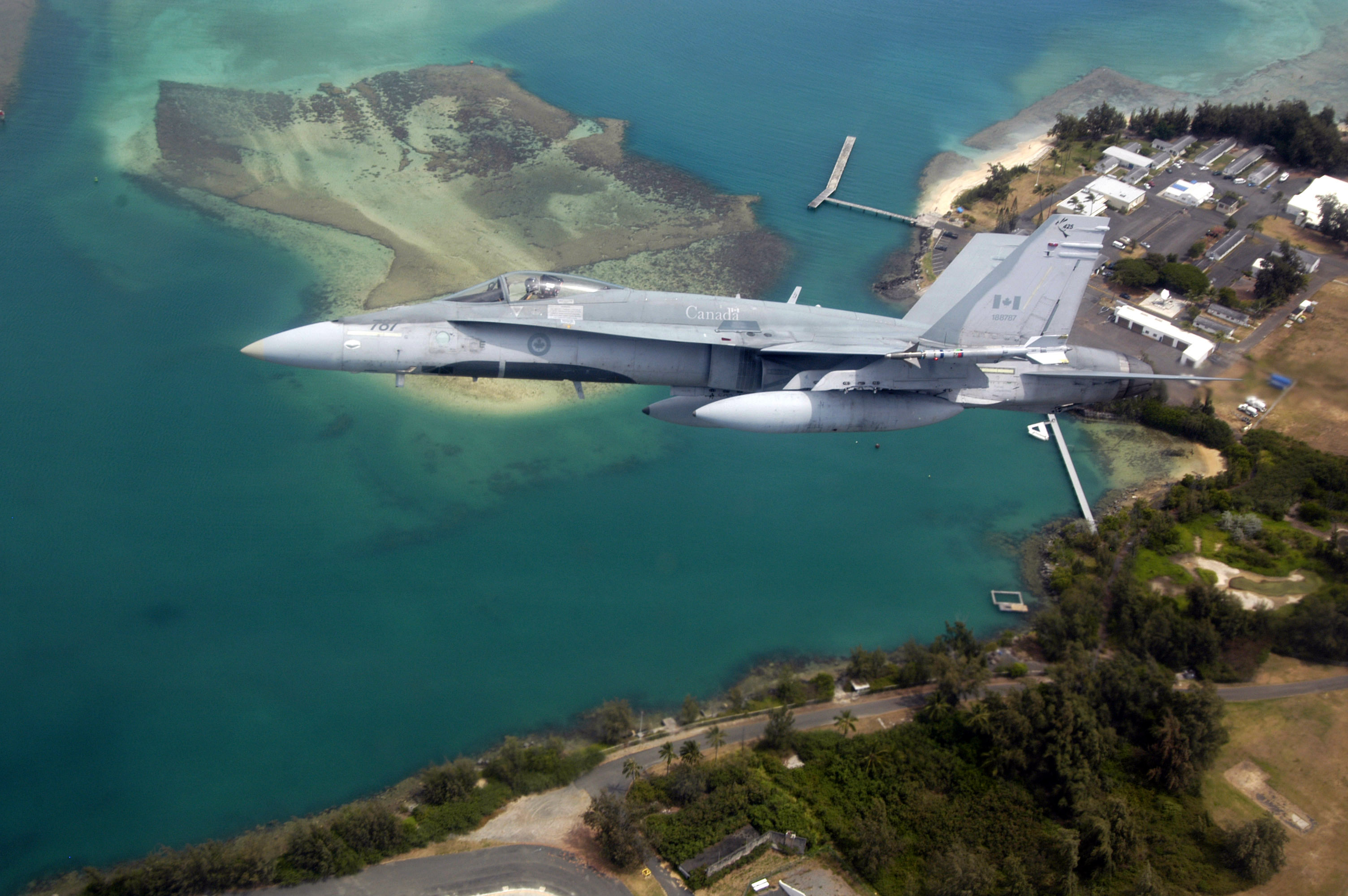
يظهر الإخفاق بوضوح في هذه الصورة من CF-18 هورنت. لاحظ زاوية صاروخ سايد ويندر على حاجز قمة الجناح مقارنة بزاوية هجوم جسم الطائرة.

نظرًا لأن الأسباب الرئيسية لمشكلة العرض التقديمي ترجع إلى التدفق الممتد والمزيد من التحميل في النصائح، يمكن أن تقضي تدابير معالجة هذه المشكلات على المشكلة. في التصميمات المبكرة، كانت هذه عادةً «إضافات» إلى شكل مخطط الجناح التقليدي، ولكن في التصميمات الحديثة يعد هذا جزءًا من التصميم العام للجناح ويتم التحكم فيه عادةً عبر أجهزة الرفع العالية الحالية.
أول محاولة معروفة لمعالجة هذه المشاكل حدثت على المنصة حيث تمت ملاحظتها لأول مرة، دوغلاس سكاي روكيت (Douglas Skyrocket). اتخذ هذا شكل سلسلة من مولدات الدوامات المضافة إلى الأجزاء الخارجية من الجناح، مما أدى إلى كسر الطبقة الحدودية. ومع ذلك، فقد وجد أن هذا ليس له أي تأثير تقريبًا في الممارسة العملية. ومع ذلك، تمت محاولة حل مماثل على بوينغ بي-47 ستراتوجت حيث أثبت أنه أكثر فعالية إلى حد كبير. قد يكون هذا قد ساعد في ذلك من خلال وجود المحركات ذات الجراب، والتي كانت حواملها الرأسية بمثابة حواجز لتمتد التدفق الحكيم.
الحلول الأكثر شيوعًا لمشكلة التدفق الممتد هي استخدام سياج الجناح أو سن الكلب ذي الصلة على الحافة الأمامية للجناح. يؤدي هذا إلى تعطيل التدفق وإعادة توجيهه للخلف، بينما يتسبب أيضًا في تراكم الهواء الراكد للداخل لخفض نقطة التوقف. هذا له تأثير على مجمل تدفق الهواء على الجناح، ولا يستخدم بشكل عام عندما يكون المسح خفيفًا.
لمعالجة مشاكل التحميل الممتد، تم استخدام مجموعة متنوعة من التقنيات، بما في ذلك الشرائح أو اللوحات المخصصة، واستخدام الغسل أو التحكم الآلي في الجنيح. كان الحل غير المعتاد الذي تم تجربته على النموذج الأولي للطائرة (XF-91 Thunderceptor) هو إعطاء أطراف الجناح وترًا أوسع من جذور الجناح. كانت الفكرة هي زيادة كفاءة قمة الجناح والتسبب في توقف جذور الجناح أولاً.
يمكن أيضًا أن تكتشف زاوية مستشعرات الهجوم على الطائرة عندما تقترب زاوية الهجوم من الموقف المعروف أنها تؤدي إلى رفع الصوت وتنشيط الأجهزة مثل شاكر العصا لتحذير الطيار، وزاوية الدفع التي تزيد من قوة الطيار وتجبر مقدمة الطائرة وصول الطائرة إلى زاوية هجوم أكثر أمانًا. يمكن أيضًا أن يؤدي الالتواء أو الانجراف المدمج في أطراف الجناح إلى التخفيف من حدة النبرة. في الواقع، تصبح زاوية الهجوم عند قمة الجناح أصغر من أي مكان آخر على الجناح، مما يعني أن الأجزاء الداخلية من الجناح ستتوقف أولاً.
الحل الشائع الاستخدام للنصب في الطائرات المقاتلة الحديثة هو استخدام التحكم في الكذب. الحل الحديث الآخر للعرض التقديمي هو استخدام الشرائح. عندما يتم تمديد الشرائح فإنها تزيد من حدبة الجناح وتزيد من معامل الرفع الأقصى.
يمكن أيضًا تحسين الوضع في الطائرات ذات الأجنحة الأمامية كما هو مستخدم في غرومان إكس - 29. مع الأجنحة الأمامية يكون التدفق الممتد داخليًا، مما يتسبب في توقف جذر الجناح قبل قمة الجناح. على الرغم من أنه قد يبدو للوهلة الأولى أن هذا من شأنه أن يسبب مشاكل في الصعود، فإن التثبيت الخلفي الشديد للجناح يعني أنه عندما يتوقف الجذر، يتحرك المصعد للأمام نحو الأطراف.

## رقصة سابر
عندما يبدأ الجناح المجترف في التوقف، تميل الأجزاء الخارجية إلى التوقف أولاً. نظرًا لأن هذه الأجزاء تقع خلف مركز الضغط، فإن قوة الرفع الكلية تتحرك للأمام، مما يدفع مقدمة الطائرة لأعلى. يؤدي هذا إلى زاوية هجوم أعلى ويتسبب في توقف المزيد من الجناح، مما يؤدي إلى تفاقم المشكلة. غالبًا ما يفقد الطيار السيطرة، مع نتائج قاتلة على ارتفاعات منخفضة لأنه لم يكن هناك وقت كافٍ للطيار لاستعادة السيطرة أو الخروج قبل الاصطدام بالأرض. فقد عدد كبير من الطائرات بسبب هذه الظاهرة أثناء الهبوط، مما تسبب في سقوط الطائرات على المدرج، وغالباً ما اشتعلت فيها النيران.
واحدة من أكثر الحوادث شهرة كانت خسارة (F-100C-20-NA سوبر سابر e 54-1907) وطيارها أثناء محاولة الهبوط الاضطراري في قاعدة إدواردز الجوية، كاليفورنيا في 10 يناير 1956. عن طريق الصدفة، تم تسجيل هذه الحادثة بالذات بالتفصيل على فيلم مقاس 16 مم بواسطة كاميرات أعدت لتغطية اختبار غير ذي صلة. حارب الطيار يائسًا لاستعادة السيطرة بسبب تقنية الهبوط الخاطئة، أخيرًا تدحرجت وانحرفت إلى اليمين قبل أن تضرب الأرض بجسم الطائرة تحول حوالي 90 درجة إلى خط الرحلة. يذكر أندرسون، 1993 أن الطائرة إف-100 كانت ضعيفة بشكل ملحوظ في يومها وكانت لها ميول «خلفية» واضحة جدًا إذا سمح للسرعة الجوية بالتحلل أكثر من اللازم.
تم نقل الطائرة إف-100سي الجديدة بواسطة الملازم بارتي آر بروكس، وهو مواطن من مارثا بولاية أوكلاهوما وخريج تكساس إيه آند إم، من 1708 فيرينق وينق، مفرزة 12، كيلي إيه إف بي، تكساس. كانت الطائرة واحدة من ثلاث طائرات تم تسليمها من مصنع بالمديل في أمريكا الشمالية إلى جورج إيه إف بي، كاليفورنيا، لكن «وتد محور عجلات الأنف» (nose gear pivot pin) كان مفكوكًا، مما سمح للعجلة بالدوران بشكل عشوائي، لذلك تحول إلى إدواردز، الذي كان له مدرج أطول. عند الاقتراب، عند زاوية هجوم عالية، تجاوزت المقاتلة قدرات الأداء، وفقد التحكم في الاتجاه، مما أدى إلى نتائج قاتلة، في حالة التوقف عن العمل. تم إدراج هذه المشاهد في فيلم (The Hunters)، بطولة روبرت ميتشوم وروبرت واغنر، في فيلم (X-15) مع الممثل تشارلز برونسون وهو يلعب دور الطيار، وفي الفيلم المصنوع للفيلم التلفزيوني (Red Flag: The Ultimate Game)، على الرغم من وجوده في (The Hunters) وفي (Red Flag: The Ultimate Game)، كان من المفترض أن تكون الطائرة الممثلة على التوالي من طراز إف-86 وإف-5إي  تم إحياء ذكرى الحادث أيضًا في أغنية الطيار المقاتل ("Give Me Operations") (التي تم تعيينها على أنغام أغنية California Gold Rush "What was Your Name in the States؟"):